# Sebastián Arranz
Sebastián Arranz (* 1983 in Buenos Aires) ist ein argentinischer Puppenspieler und Theaterschauspieler in Deutschland.

## Leben
Arranz studierte von 2003 bis 2005 Schauspiel und Puppentheater an der Escuela de Actores y Titiriteros de Avellaneda. 2007 war er Mitglied einer Tournee der brasilianischen Puppentheatergruppe „Teatro de la Plaza“ durch Spanien und Frankreich. Danach studierte er von 2008 bis 2011 Puppenspiel an der Hochschule für Schauspielkunst „Ernst Busch“ Berlin.
Mit dem Regisseur Christian Weise verbindet ihn eine enge Zusammenarbeit, mit diesem realisierte er zahlreiche Produktionen am Staatsschauspiel Stuttgart und am Ballhaus Ost in Berlin. 2012 war er der musikalische Leiter für das Stück Im Abseits am Nationaltheater Weimar.
Seit 2014 ist er im Verband des Theaters Augsburg.

## Rollen (Auswahl)
- 2014: Die Banditen von Gerolstein; als Falsacappa
- 2014: Sindbad der Seefahrer; als Monokulus, Aufseher und Bodyguard des Sultans Mabaya
- 2015: Die heilige Johanna der Schlachthöfe; als Viehzüchter, Arbeiterführer
- 2015: Der ideale Mann; als Phipps, Mason, Vicomte de Nanjac

## Filmografie
- 2009: Tom Atkins Blues